# Apolônia Pinto
Apolônia Pinto (São Luís, 21 de junho de 1854 – Rio de Janeiro, 24 de novembro de 1937) foi uma atriz brasileira. É considerada uma das grandes damas do teatro brasileiro, ao lado de nomes como Dulcina de Moraes, Cacilda Becker, Cleyde Yáconis, Fernanda Montenegro, Itália Fausta, Maria Fernanda, dentre outras.

## Biografia
Apolônia Pinto nasceu em São Luís, Maranhão em 21 de junho de 1854. Sua mãe era uma atriz portuguesa e trabalhava no Teatro São Luís (atual Teatro Arthur Azevedo). Ela nasceu em um camarim desse teatro.
Como atriz, Apolônia estrearia em 1866 no mesmo teatro onde nasceu. Em 1 de janeiro de 1870, estreou no Rio de Janeiro na Companhia Furtado Coelho, com a peça A Morgadinha de Val Flor. Nesse mesmo ano, interpretou Margarida, em O Fausto.
Entre 1872 e 1877 foi contratada e recontratada por atores-empresários como Furtado Coelho, Valle, Jacinto Heller e Vasques. Ainda em 1877, a atriz e empresária Ismênia dos Santos contratou Apolônia que interpretou, com grande sucesso, o papel de Luísa em As Duas Órfãs, e o de Mimi, em A Doida de Montmayour.
Em 1872, novamente na Companhia Furtado Coelho, interpretou o papel de Luísa em O Primo Basílio, de Eça de Queiroz.
Em 1882, organizou sua primeira empresa no Rio de Janeiro, no Teatro Lucinda. Mesmo assim, atuaria em outras companhias como primeira atriz: Companhia Dias Braga e Companhia de Furtado Coelho.
Apolônia interpretou vários personagens importantes em peças, como: Luísa, a médica de As Doutoras, de França Júnior; atuou em Dalila, de Octave Feuillet; Mercedes, em O Conde de Monte Cristo, de Alexandre Dumas, pai; Helena, em O Defunto, de Filinto de Almeida; Suzana, em A Cavalaria Rusticana, entre outros.
Em 1916, Apolônia fez parte do elenco do Teatro da Natureza, uma ideia realizada no Brasil pelo ator português Alexandre de Azevedo. Os espetáculos eram apresentados no Campo de Santana, no Rio de Janeiro e também contavam com a célebre atriz Itália Fausta no elenco.
Mesmo idosa, Apolônia continuava atuando, como em Flores e Sombra, peça de 1930.
Foi casada com o ator Germano Alves.
Vivendo no Retiro dos Artistas do Rio de Janeiro, Apolônia Pinto faleceu em 24 de novembro de 1937 aos 83 anos. O poeta Catulo da Paixão Cearense escreveu a valsa Apolônia Pinto, em sua homenagem.

## Filmografia
- A Viuvinha do Cinema (1917)